# Onthophagus nicolasi
Onthophagus nicolasi är en skalbaggsart som beskrevs av Moretto 2004. Onthophagus nicolasi ingår i släktet Onthophagus och familjen bladhorningar. Inga underarter finns listade i Catalogue of Life.